# Oued Keberit
Oued Keberit è un comune dell'Algeria, situato nella provincia di Souk Ahras.